# Chi Ái lợi
Chi Ái lợi hoặc Alây (danh pháp khoa học: Alleizettella) là một chi thực vật thuộc họ Rubiaceae. Chi này có các loài sau (tuy nhiên danh sách này có thể chưa đủ):
- Alleizettella rubra, Pitard